# Stachys ossetica
Stachys ossetica là một loài thực vật có hoa trong họ Hoa môi. Loài này được (Bornm.) Czerep. miêu tả khoa học đầu tiên năm 1995.